# Crystal Lake (Illinois)
Crystal Lake és una ciutat dels Estats Units a l'estat d'Illinois. Segons el cens del 2008 est. tenia 41.797 habitants.

## Demografia
Segons el cens del 2000, Crystal Lake tenia 38.000 habitants, 13.000 habitatges, i 9.900 famílies. La densitat de població era de 900 habitants/km².
Dels 13.000 habitatges en un 0% hi vivien nens de menys de 18 anys, en un 64% hi vivien parelles casades, en un 8% dones solteres, i en un 25% no eren unitats familiars. En el 20% dels habitatges hi vivien persones soles el 8% de les quals corresponia a persones de 65 anys o més que vivien soles. El nombre mitjà de persones vivint en cada habitatge era de 2,9 i el nombre mitjà de persones que vivien en cada família era de 3,4.
Per edats la població es repartia de la següent manera: un 32% tenia menys de 18 anys, un 7% entre 18 i 24, un 33% entre 25 i 44, un 20% de 45 a 60 i un 9% 65 anys o més.
L'edat mediana era de 34 anys. Per cada 100 dones de 18 o més anys hi havia 93 homes.
La renda mediana per habitatge era de 67.000 $ i la renda mediana per família de 75.000 $. Els homes tenien una renda mediana de 52.000 $ mentre que les dones 32.000 $. La renda per capita de la població era de 26.000 $. Aproximadament el 3% de les famílies i el 4% de la població estaven per davall del llindar de pobresa.

## Poblacions properes
El següent diagrama mostra les poblacions més properes.